# Гребенщиков, Василий Ильич
Василий Ильич Гребенщиков (1857—1906) — российский врач, учёный, деятель в области санитарной и демографической статистики.

## Биография
Родился в 1857 году. В 1884-м окончил Военно-медицинскую академию, после чего до 1904 года проработал в Медицинском департаменте МВД, где руководил Отделом статистики. С 1904 года и до самой смерти являлся заведующим статистическим отделением Санкт-Петербургской городской управы и профессором демографической статистики Высших статистических курсов. Скончался в 1906 году.

## Научная деятельность
Несмотря на профессию врача, Гребенщиков более всего проявил себя как выдающийся учёный-статистик.
Работая в Медицинском департаменте, он реформировал и усовершенствовал постановку официальной санитарной статистики. Все собираемые отчётные данные объединял и затем на основе этого составлял сводные обзорные годовые отчёты. Готовились они в основном под его руководством и вначале назывались «Отчёты Медицинского департамента» (1888—1901), а затем были переименованы в «Отчёты о состоянии народного здравия и организации врачебной помощи в России» (1902—1914). Одновременно с этим он в 1897—1903 гг. редактировал журнал «Вестник общественной гигиены, судебной и практической медицины».
Кроме того, Гребенщиков — автор крупных санитарно-демографических монографий. На основе данных переписи населения 12 российских губерний за 1897 год, опубликованных в 1901-м, он, используя так называемый демографический метод, построил первые в стране таблицы смертности и доживаемости всего населения (ранее это осуществлялось лишь в отношении православных): полную сводную — для всех 12 губерний, сокращённые — для каждой губернии. Его перу принадлежит и одна из первых в отечественной научной литературе работ о рождаемости (опубл. в «Реальной энциклопедии медицинских наук», 2-й дополнит. том, 1901).
Также Гребенщиков автор ряда статей, в которых изучаются демографические процессы в некоторых странах Европы.

## Избранные публикации
- К вопросу об уменьшении смертности в России // Врач. — 1888. — № 31—32[2].
- Смертность в России и борьба с ней. — СПб., 1901 (в соавт. с Д. А. Соколовым).
- Смертность в 12 губерниях Европейской России за 1896—1897 гг. по отдельным полам и возрастам // Вестник общественной гигиены, судебной и практической медицины. — 1902. — № 7—10.
- Плодовитость женщин в 26 губерниях Европейской России. — СПб., 1904[1].